# Хід
Хід — узагальнююча назва геометричної (геодезичної або маркшейдерської) побудови на місцевості, на уступі кар'єра, в підземні гірничій виробці у вигляді мережі закріплених пунктів, реперів, точок, планові координати X, Y яких визначаються методом полігонометрії, а висотні Z — нівелюванням. Існує велика різноманітність ходів, названих за різними принципами, основними з яких є: за призначенням (хід державної геодезичної мережі різних класів чи розрядів, хід для передачі азимута, знімальний, магістральний, контрольний тощо); за конфігурацією чи формою (витягнутий, діагональний, зігнутий, рівносторонній, замкнений, з кінцевими жорсткими сторонами, з кінцевими жорсткими пунктами, висячий, вільний тощо); в залежності від мети і приладів (полігонометричний, висотний, барометричний, бусольний, хід геометричного нівелювання, мензульний, кутомірний, теодолітний, тахеометричний тощо).